# AMG-1750

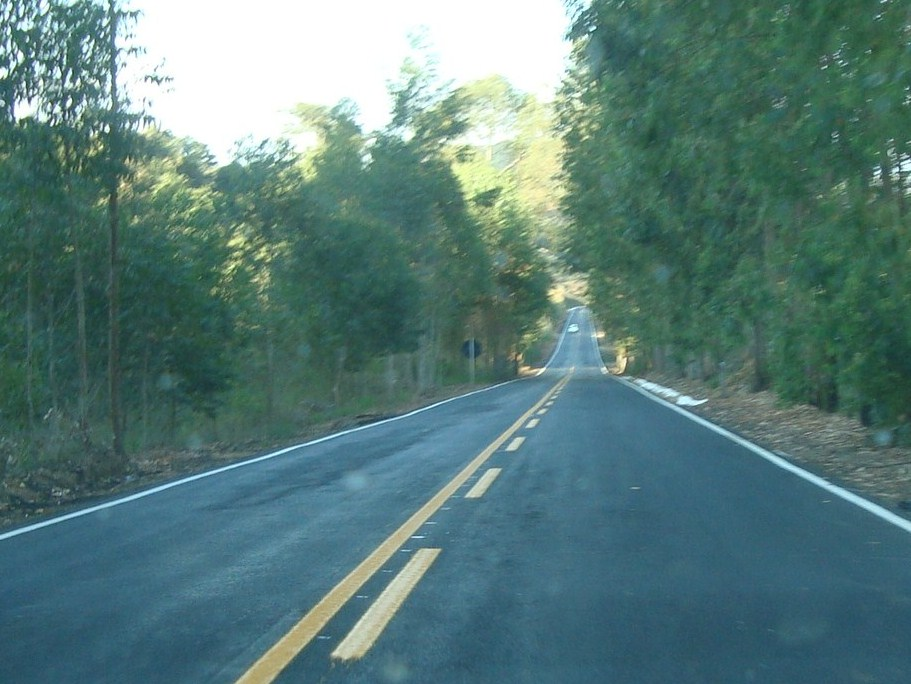
Trecho da rodovia AMG-1750 no município de Cajuri, próximo ao entroncamento com a BR-120.

AMG-1750 é uma rodovia brasileira do estado de Minas Gerais, localizada no município de Cajuri. A rodovia, que é pavimentada e tem 4 km de extensão, liga a rodovia federal BR-120, à sede do município.